# Parafia Nawiedzenia Najświętszej Maryi Panny w Nawojowej
Parafia pw. Nawiedzenia Najświętszej Maryi Panny w Nawojowej – parafia rzymskokatolicka znajdująca się w diecezji tarnowskiej w dekanacie Nowy Sącz Wschód. Erygowana w XIII wieku. Mieści się przy ulicy Zamkowej. Obsługują ją księża diecezjalni.